# 尾州家本源氏物語
尾州家本源氏物語（びしゅうけほんげんじものがたり）は、かつて尾張徳川家が所蔵していた、鎌倉時代に作成されたとされる源氏物語の写本である。代表的な河内本の本文を持った写本であることから「尾州家河内本源氏物語」とも呼ばれる。

## 概要
源氏物語54帖全てが揃っている写本である。本写本の奥書の記載によれば、1258年（正嘉2年）5月に北条実時が出来上がったばかりの源親行所有の河内本原本を借用して能筆家に書写させ金沢文庫に入れたものとされており、河内本系統の本文を持った写本としては伝来が明らかでかつ成立年次の最も古い写本である。但し賢木、明石、澪標、松風、少女、玉鬘、初音、蛍、篝火、行幸、真木柱、横笛、早蕨の13帖は清水谷実秋による補写とされる。池田亀鑑はこの補写の巻は耕雲本を元に書写されたとしたが、加藤洋介は耕雲本の祖本と考えられる曼殊院本や東洋大学蔵少女・玉鬘巻と比較した結果、池田とは逆に耕雲本そのものが補写された後の尾州家本源氏物語をもとに作られたとした。

## 伝来
この写本は代々鎌倉の将軍家または北条家に伝わったと見られるものの、室町時代の所在は不明である。その後安土桃山時代に関白豊臣秀次の所有となった後徳川家康のものになり、1616年（元和2年）、家康の死去に伴い九男の徳川義直に「駿河御譲本」と呼ばれた約3,000冊の蔵書の一つとして分与され尾張徳川家のものとなった。1931年（昭和6年）尾張徳川家から第19代当主の徳川義親によって設立された徳川黎明会に管理が移り、1950年（昭和25年）に名古屋市に管理が移り名古屋市蓬左文庫の管理となった。現在国の重要文化財に指定されている。

## 本写本の由来に就いての疑義
なお、近年になって、以下のようないくつかの理由から、現在「尾州家本源氏物語」として存在する写本は「1258年（正嘉2年）5月に北条実時が作らせた写本」そのものではなくその写本を後のある時期に誰かが花押や奥書も含めてそのままに写した写本ではないかとする見解が出されており、
- 花押の部分の他の現存する北条実時の花押と比較してみると異なること
- 奥書が本文とが別の筆跡とみられること
- 金沢文庫の蔵書印が押されていないこと

さらには本写本はしばしば本文の訂正が行われているが、訂正前の本文は青表紙本や国冬本等の別本に近い形態の本文で、そのような本文を河内本に訂正しているケースがあることなどから、本写本の成立の由来を証明すると考えられてきた1258年（正嘉2年）付けの奥書は本写本のものではなく、校合した写本の奥書を転写したものではないかとの見解も出されている。

## 影印本・翻刻本
1934年（昭和9年）6月に徳川黎明会から全10巻による影印本が出版されている。同書は1977年（昭和52年）12月に日本古典文学会から復刻されている。
- 山岸徳平監修『源氏物語 第1巻 桐壺、帚木、空蝉、夕顔、若紫、末摘花』
- 山岸徳平監修『源氏物語 第2巻 紅葉賀、花宴、葵、賢木、花散里、須磨』
- 山岸徳平監修『源氏物語 第3巻 明石、澪標、蓬生、関屋、絵合、松風、薄雲、朝顔』
- 山岸徳平監修『源氏物語 第4巻 少女、玉鬘、初音、胡蝶、蛍、常夏、篝火、野分』
- 山岸徳平監修『源氏物語 第5巻 行幸、藤袴、真木柱、梅枝、藤裏葉、若菜上』
- 山岸徳平監修『源氏物語 第6巻 若菜下、柏木、横笛、鈴虫』
- 山岸徳平監修『源氏物語 第7巻 夕霧、御法、幻、匂宮、紅梅、竹河』
- 山岸徳平監修『源氏物語 第8巻 橋姫、椎本、総角、早蕨』
- 山岸徳平監修『源氏物語 第9巻 寄木、東屋、浮舟』
- 山岸徳平監修『源氏物語 第10巻 蜻蛉、手習、夢浮橋』

また上記の影印本を元にした翻刻本が出版されている。
- 秋山虔・池田利夫編『尾州家河内本源氏物語 第1巻』武蔵野書院、1977年（昭和52年）。 ISBN 4-8386-0050-X
- 秋山虔・池田利夫編『尾州家河内本源氏物語 第2巻』武蔵野書院、1977年（昭和52年）。 ISBN 4-8386-0051-8
- 秋山虔・池田利夫編『尾州家河内本源氏物語 第3巻』武蔵野書院、1977年（昭和52年）。 ISBN 4-8386-0052-6
- 秋山虔・池田利夫編『尾州家河内本源氏物語 第4巻』武蔵野書院、1978年（昭和53年）。 ISBN 4-8386-0053-4
- 秋山虔・池田利夫編『尾州家河内本源氏物語 第5巻』武蔵野書院、1978年（昭和53年）。 ISBN 4-8386-0054-2